# Spökenkieken
Spökenkieken ist eine Erzählung von Gertrud von le Fort, die im Januar 1907 in Westermanns Monatsheften erschien.

## Handlung
Das kleine Mädchen Annia, Tochter des Pfarrers von Hohensaburg, macht ihren Spielgefährten, den Pächterssohn Kort, im Sommer auf die schaurigen Klopfgeräusche auf dem Kirchhof ihres Vaters aufmerksam. Die beiden Kinder flüchten. Gern folgt Annia ihrem kleinen Freund in das Haus Werle im Ruhrtal. Dort hält Korts Mutter, die Pächtersfrau, zumeist eine Näscherei bereit. Im Haus Werle können eigentlich nur Kort und Hinnack mit der zierlichen Annia umgehen. Hinnack, nach Annias Beobachtung ein stiller Mann mit ziemlich hellen Augen, ist der Pferdeknecht. Manchmal erzählt der sonst schweigsame Mann den Kindern die Sage von der Schlacht am Birkenbaum bei Unna.
Kort gefällt nicht recht, dass Annia des Öfteren über den Tod nachdenkt: Die Toten klopfen im Kirchhof gegen die Sargdeckel. Dabei sollten sie doch im Himmel sein. Man müsste Hinnack danach fragen. Kort hält wenig von der Idee, denn der Pferdeknecht ist als Spökenkieker (Seher) verschrien.
Jahre vergehen. Kort, inzwischen ein stattlicher junger Mann, will Techniker werden und studiert an einer Hochschule. Auf Urlaub daheim, langweilt er sich, nicht sonderlich gläubig, während des sonntäglichen Gottesdienstes in der Hohensaburger Kirche und erliegt beim Umherschauen im Gotteshaus für einen Moment einer visuellen Illusion. Dort in jener Nebenkapelle, in der vor Jahrhunderten eine Adlige eingemauert worden sein soll, sieht er seine inzwischen erwachsene Jugendgespielin anstelle des Leichensteins im Profil. Der Zauber wird durch die Wirklichkeit berichtigt. Annia sitzt abseits von der lauschenden Gemeinde. Kort wird bei alledem von Hinnack scharf beobachtet. Die Drei kommen nach dem Gottesdienst – wie vor Jahren schon – ins Gespräch. Die Auseinandersetzung mit dem Tod ist nach all den Jahren, auch initiiert durch eine Grabsteininschrift auf dem Kirchhof, immer noch aktuell. Auf dem bemoosten Stein wird zum stillen Sterben aufgefordert. Des Abends amüsieren sich die jungen Leute. Kort muss sich eingestehen, dass er die zarte Annia liebt. Er will sie nach Hause bringen. Im Mondlicht kommt es zum Streit mit Hinnack, der Annia heimbegleiten möchte, weil Kort nach dem obskuren Willen des Knechts sich nicht mit Annia einlassen sollte. Kort weiß zwar nicht, was das Gebaren soll – Hinnack hat doch eine stramme Braut – doch der Student fürchtet sich vor dem hellen Leuchten in Hinnacks Augen.
Annia geht mit Kort. Sie gesteht ihm ihre Liebe.
Während der nächsten Feier spielen die anwesenden jungen Leute Verstecken. Man findet sich. Aber Kort findet seine Annia nicht. Die Geliebte hat sich zu gut versteckt. Kort graut vor einer Truhe, zu der sein Suchen im Halbdunkel gelenkt wird. Hinnack, der Spökenkieker, schirrt derweil hellsichtig die Pferde der Gäste an, obwohl es doch noch gar nicht so spät am Abend ist. In der Tat, alle Gäste verlassen Haus Werle, nachdem Kort die Geliebte in jener Truhe erstickt aufgefunden hat. Das Versteck war zugeklappt und hatte sich offensichtlich von innen nicht öffnen lassen. Die „einladende“ Inschrift auf dem Grabstein zum stillen Sterben, hatte sich, zumindest von außen betrachtet, bewahrheitet.

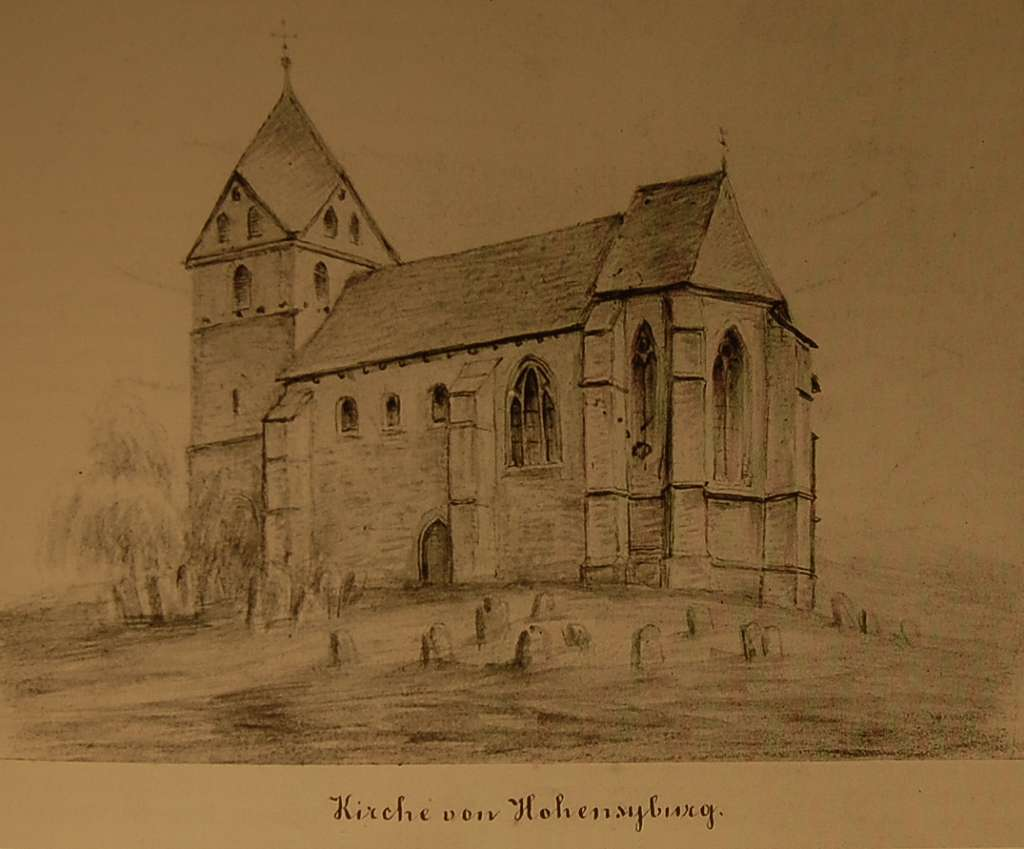
St. Peter zu Syburg

## Hintergrund
Hohensaburg ist Hohensyburg. Gertrud von le Fort hat sich vermutlich auch von der Aufschrift einer Grabplatte auf dem Kirchhof St. Peter zu Syburg, die unter anderen den Namen Hanna trägt, zu ihrer Geschichte von der Annia inspirieren lassen. Das Haus Werle ist das Haus Villigst. Die Autorin, 1876 in Minden geboren, verbrachte manche Kindertage in Haus Villigst bei ihrer Patentante Baronin von Elverfeld.